# She's a Queen: A Collection of Hits
She's a Queen: A Collection of HIts è una raccolta della cantante hip hop statunitense Queen Latifah, pubblicata il 17 settembre 2002 e distribuita dalla Motown per i mercati di Stati Uniti e Canada. I brani sono presi dagli album precedenti di Latifah ai quali sono aggiunti due inediti (She's a Queen e il singolo Go Head) e Set It Off dalla colonna sonora del film omonimo del 1998.
| Recensione | Giudizio |
| ---------- | -------- |
| AllMusic   | [ 1 ]    |

## Tracce
Testi di Dana Owens.
1. Ladies First (featuring Monie Love) – 3:54 (testo: Shane Harbin Farber, Mark James, Simone Antoinette Johnson, Anthony Peaks – musica: DJ Mark The 45 King)
2. She's a Queen (featuring Tha' Rayne) – 4:44
3. Winki's Theme – 5:31
4. Latifah's Had It Up 2 Here – 4:26 (musica: Naughty by Nature)
5. U.N.I.T.Y. – 4:11 (testo: Joe Sample – musica: Kay Gee, Mufi)
6. Black Hand Side – 3:22 (S.I.D.)
7. Go Head – 4:41
8. Just Another Day... – 4:28 (testo: Apache – musica: S.I.D.)
9. Set It Off (featuring Organized Noise) – 5:01 (testo: Andrea Martin, Ivan Matias, Organized Noize)
10. Paper (featuring Jaz-A-Belle) – 4:00 (musica: Jerry Duplessis, Pras)
11. It's Alright (featuring Faith Evans & Lil' Mo) – 3:45 (musica: Darryl McClary, Mike Allen)
12. Come into My House (featuring Quasar) – 4:14 (testo: Mark James)

Durata totale: 52:17